# Zamarada perplexa
Zamarada perplexa är en fjärilsart som beskrevs av Antonius Johannes Theodorus Janse 1932. Zamarada perplexa ingår i släktet Zamarada och familjen mätare. Inga underarter finns listade i Catalogue of Life.